# Psychotria geronensis
Psychotria geronensis är en måreväxtart som beskrevs av Ignatz Urban. Psychotria geronensis ingår i släktet Psychotria och familjen måreväxter. Inga underarter finns listade i Catalogue of Life.